# Robert Barrat (Schauspieler)
Robert Harriot Barrat (* 10. Juli 1889 in New York City, New York; † 7. Januar
1970 in Hollywood, Kalifornien) war ein US-amerikanischer Schauspieler.

## Leben
Der New Yorker Barrat war ab 1918 am Broadway aktiv, wo er in Stücken wie The Breaking Point, Marco Millions und Lilli Turner auftrat. Insgesamt ist seine Mitwirkung an rund 15 Broadway-Produktionen bis zum Jahr 1932 belegt.
Zwar hatte er bereits ab 1915 vereinzelt Auftritte in Stummfilmen, doch erst mit dem Tonfilm stand er ab Anfang der 1930er Jahre regelmäßig vor der Kamera. Barrat drehte in den 1930ern bis zu 20 Filme im Jahr und bereits vor der Einführung des Hays Codes ein vielbeschäftigter Nebendarsteller. Er arbeitete vor allem für Warner Bros., so spielte er etwa in dem Melodram Baby Face neben Barbara Stanwyck und übernahm in dem starbesetzten Musicalfilm Wonder Bar die Rolle eines suizidgefährdeten Barons. Barrat hatte einige Auftritte in Abenteuerfilmen, so in Unter Piratenflagge und Der Verrat des Surat Khan neben dem Leinwandpaar Errol Flynn und Olivia de Havilland. In Henry Hathaways Drama Kampf in den Bergen führte er einen der zwei verfeindeten Familienclans an. Auch mit James Cagney spielte Barrat in den 1930er-Jahren in insgesamt sieben Filmen, wobei sie auch privat gute Freunde wurden.
Während des Zweiten Weltkriegs spielte Barrat, der besonders häufig Persönlichkeiten von „Recht und Ordnung“ verkörperte, in Kriegsfilmen wie Ein Mann der Tat, Der Held von Mindanao und Die Teufelsbrigade viele Militäroffiziere bis hin zu Generälen. Gelegentlich wurde Barrat aber auch auf düstere oder kriminelle Figuren besetzt, etwa als Ganove in Der Weg nach Utopia an der Seite von Bob Hope. Mit zunehmendem Alter spielte er verstärkt Charakterrollen, beispielsweise 1948 als Vater der von Ingrid Bergman gespielten Titelrolle im aufwendigen Historiendrama Johanna von Orleans. Ab Mitte der 1950er-Jahre war Barrat nur noch in Fernsehproduktionen zu sehen und zog sich allmählich aus dem Schauspielgeschäft zurück. Das letzte Mal stand Barrat 1964 für die Fernsehserie Alfred Hitchcock Presents vor der Kamera. Insgesamt wirkte er im Laufe seiner Karriere in mehr als 150 Film- und Fernsehproduktionen mit. 
Nach dem Tod seiner ersten Frau Ethel Mueller (1891–1965) heiratete er im Jahr 1966 Mary Dean (1909–2001). Er starb 1970 im Alter von 80 Jahren an einer Herzerkrankung und wurde auf dem Friedhof in Martinsburg in West Virginia begraben.

## Filmografie (Auswahl)
- 1915: Her Own Way
- 1920: The Wonder Man
- 1931: Honor Among Lovers
- 1933: Abenteuer in zwei Erdteilen (King of the Jungle)
- 1933: Der Mann mit der Kamera (Picture Snatcher)
- 1933: Lilly Turner
- 1933: Heroes for Sale
- 1933: The Mayor of Hell
- 1933: Baby Face
- 1933: The Kennel Murder Case
- 1933: Die Legion des Todes (The Devil’s in Love)
- 1933: Die Hafen-Annie (Tugboat Annie)
- 1933: Meine Lippen lügen nicht (My Lips Betray)
- 1933: Kinder auf den Straßen (Wild Boys of the Road)
- 1933: I Loved a Woman
- 1934: Tag, Nellie! (Hi)
- 1934: Wonder Bar
- 1934: Die Spielerin (Gambling Lady)
- 1934: Das Mädel aus der Unterwelt (Upper World)
- 1934: Nebel über Frisco (Fog Over Frisco)
- 1934: Dickschädel (Here Comes the Navy)
- 1934: Housewife
- 1934: Ein schwerer Junge (The St. Louis Kid)
- 1935: Stadt an der Grenze (Bordertown)
- 1935: Stranded
- 1935: Der elektrische Stuhl (The Murder Man)
- 1935: Special Agent
- 1935: Unter Piratenflagge (Captain Blood)
- 1936: Kampf in den Bergen (The Trail of the Lonesome Pine)
- 1936: Fünflinge (The Country Doctor)
- 1936: Kleine Stadt mit Tradition (I Married a Doctor)
- 1936: Heiliges Kanonenrohr (Sons o’ Guns)
- 1936: Maria von Schottland (Mary of Scotland)
- 1936: Der Letzte der Mohikaner (The Last of the Mohicans)
- 1936: Der Verrat des Surat Khan (The Charge of the Light Brigade)
- 1937: Fluß der Wahrheit (God’s Country and the Woman)
- 1937: Geheimbund Schwarze Legion (Black Legion)
- 1937: Gesetz der Berge (Mountain Justice)
- 1937: Schiffbruch der Seelen (Souls at Sea)
- 1937: Das Leben des Emile Zola (The Life of Emile Zola)
- 1937: Confession
- 1937: Love Is on the Air
- 1938: Der Freibeuter von Louisiana (The Buccaneer)
- 1938: Marie-Antoinette
- 1938: Über die Grenze entkommen (The Texans)
- 1938: Breaking the Ice
- 1938: Charlie Chan in Honolulu
- 1939: Union Pacific
- 1939: Rache für Alamo (Man of Conquest)
- 1939: Der große Milchkrieg von Colorado (Colorado Sunset)
- 1939: Black River (Allegheny Uprising)
- 1940: Nordwest-Passage (Northwest Passage)
- 1940: Überfall auf die Olive Branch (Captain Caution)
- 1940: Go West
- 1941: Parachute Battalion
- 1942: Der König von Texas (American Empire)
- 1943: Johnny Come Lately
- 1944: Die Abenteuer Mark Twains (The Adventures of Mark Twain)
- 1944: Enemy of Women
- 1944: Schlüssel zum Himmelreich (The Keys of the Kingdom)
- 1945: Der Weg nach Utopia (Road to Utopia)
- 1945: Liebe in der Wildnis (Dakota)
- 1945: Schnellboote vor Bataan (They Were Expendable)
- 1945: Ein Mann der Tat (San Antonio)
- 1946: Die wunderbare Puppe (Magnificent Doll)
- 1946: Der Würger im Nebel (Strangler of the Swamp)
- 1947: Endlos ist die Prärie (The Sea of Grass)
- 1947: Brennende Grenze (The Fabulous Texan)
- 1947: Der Weg nach Rio (Road to Rio)
- 1948: Blut und Gold (Relentless)
- 1948: Johanna von Orleans (Joan of Arc)
- 1949: Die Goldräuber von Tombstone (Bad Men of Tombstone)
- 1949: Die Braut des Maharadscha (Song of India)
- 1949: Canadian Pacific
- 1949: Banditen am Scheideweg (The Doolins of Oklahoma)
- 1950: Auf dem Kriegspfad (Davy Crockett, Indian Scout)
- 1950: Der Baron von Arizona (The Baron of Arizona)
- 1950: Verfemt (The Kid from Texas)
- 1950: Der Held von Mindanao (American Guerrilla in the Philippines)
- 1951: Double Crossbones
- 1951: Flight to Mars
- 1951: Die Teufelsbrigade (Distant Drums)
- 1952: Terror am Rio Grande (Denver and Rio Grande)
- 1952: Der Sohn von Ali Baba (Son of Ali Baba)
- 1953: Mit Winchester und Peitsche (Cow Country)
- 1955: Der Teufel im Sattel (Tall Man Riding)
- 1960: Bronco (Fernsehserie, Folge 2x14)
- 1964: Mr. Ed (Mister Ed, Fernsehserie, Folge 4x26 Besuch vom Mars)
- 1964: Alfred Hitchcock zeigt (The Alfred Hitchcock Hour, Fernsehserie, Folge 3x01)